# Open di Zurigo 1996
L'Open di Zurigo 1996 è stato un torneo femminile di tennis giocato sul cemento indoor.
È stata la 13ª edizione del torneo, che fa parte della categoria Tier I nell'ambito del WTA Tour 1996.
Si è giocato nell'Hallenstadion di Zurigo in Svizzera, dal 14 al 20 ottobre 1996.
Gabriela Sabatini annunciò il suo ritiro dopo aver perso nel 1º turno contro Jennifer Capriati.

## Campionesse

### Singolare
Jana Novotná ha battuto in finale  Martina Hingis con il punteggio di 6–2, 6–2

### Doppio
Martina Hingis /  Helena Suková hanno battuto in finale  Nicole Arendt /  Nataša Zvereva con il punteggio di 7–5, 6–4